# Estação Salto del Agua
A Estação Salto del Agua é uma das estações do Metrô da Cidade do México, situada na Cidade do México, entre a Estação Isabel la Católica, a Estação Balderas, a Estação San Juan de Letrán e a Estação Doctores. Administrada pelo Sistema de Transporte Colectivo, faz parte da Linha 1 e da Linha 8.
Foi inaugurada em 4 de setembro de 1969. Localiza-se no cruzamento do Eixo Central Lázaro Cárdenas com a Avenida Arcos de Belén. Atende os bairros Doctores e do Centro, situados na demarcação territorial de Cuauhtémoc. A estação registrou um movimento de 15.394.400 passageiros em 2016.